# Балкански куп у фудбалу за репрезентације 1977/80.
Балкански куп 1977/80. (енгл. 1977–80 Balkan Cup) је био 12. фудбалски турнир Балканског купа. То је била прва групна фаза у којој је пет тимова било подељено у две групе, једну групу од три тима, а другу од два тима. Победници група су играле међусобом да би одлучиле победника турнира. Турнир се играо у периоду између фебруара 1977. и августа 1980. Учествовале су репрезентације Турске, Румуније, Бугарске, Југославије и Грчке. Турнир је освојила Румунија са укупним резултатом 4–3 против Југославије у двомечу.  Најбољи стрелац првенства је био Ангел Јорданеску из Румуније са 6 голова.

## Групна фаза

### Група 1
| Pos | Тим      | О | П | Н | И | ГД | ГП | ГР | Бод. | Qualification |
| --- | -------- | - | - | - | - | -- | -- | -- | ---- | ------------- |
| 1   | Румунија | 4 | 2 | 2 | 0 | 8  | 2  | +6 | 6    | Финале        |
| 2   | Бугарска | 4 | 1 | 1 | 2 | 4  | 6  | −2 | 3    |               |
| 3   | Турска   | 4 | 1 | 1 | 2 | 4  | 8  | −4 | 3    |               |

Румунија се пласирала у финале.

### Утакмице
| Турска                  | 2 : 0    | Бугарска |
| ----------------------- | -------- | -------- |
| Денизџи 54’ · Туран 55’ | Извештај |          |

| Румунија                                               | 4 : 0    | Турска |
| ------------------------------------------------------ | -------- | ------ |
| Ђорђеску 23’ · Димитру 62’ · Вигу 75’ · Јорданеску 82’ | Извештај |        |

| Бугарска                                            | 3 : 1    | Турска   |
| --------------------------------------------------- | -------- | -------- |
| Жељасков 27’ · Џевизов 28’ · Александров 86’ (пен.) | Извештај | Озден 8’ |

| Турска    | 1 : 1    | Румунија     |
| --------- | -------- | ------------ |
| Озден 10’ | Извештај | Ђорђеску 80’ |

| Румунија                  | 2 : 0    | Бугарска |
| ------------------------- | -------- | -------- |
| Јорданеску 2’ · Балак 74’ | Извештај |          |

| Бугарска     | 1 : 1    | Румунија       |
| ------------ | -------- | -------------- |
| Младенов 16’ | Извештај | Јорданеску 34’ |

### Група 2
| Pos | Тим         | О | П | Н | И | ГД | ГП | ГР | Бод. | Qualification |
| --- | ----------- | - | - | - | - | -- | -- | -- | ---- | ------------- |
| 1   | Југославија | 2 | 1 | 1 | 0 | 4  | 1  | +3 | 3    | Финале        |
| 2   | Грчка       | 2 | 0 | 1 | 1 | 1  | 4  | −3 | 1    |               |

Југославија се пласирала у финале.

### Утакмице
| Грчка | 0 : 0    | Југославија |
| ----- | -------- | ----------- |
|       | Извештај |             |

| Југославија                                 | 4 : 1    | Грчка      |
| ------------------------------------------- | -------- | ---------- |
| Халилхоџић 33’, 58’, 84’ (пен.) · Савић 48’ | Извештај | Маврос 32’ |

## Финале
| Тим #1      | рез.  | Тим #2   | прва утакмица | друга утакмица |
| ----------- | ----- | -------- | ------------- | -------------- |
| Југославија | 3 : 4 | Румунија | 2 : 0         | 1 : 4          |

### Прва утакмица
| Југославија                | 2 : 0    | Румунија |
| -------------------------- | -------- | -------- |
| Крстичевић 35’ · Сушић 61’ | Извештај |          |

### Друга утакмица
| Румунија                                              | 4 : 1    | Југославија      |
| ----------------------------------------------------- | -------- | ---------------- |
| Јорданеску 21’, 55’ (пен.), 79’ (пен.) · Кеметару 26’ | Извештај | Сушић 73’ (пен.) |

## Победник
| Куп Балкана 1977-80.        |
| --------------------------- |
| · Румунија · Четврта титула |

## Статистика
- Састав Југославије против Грчке 0 : 0

Репрезентација Југославије: Иван Каталинић, Зоран Јеликић, Марио Бољат, Александар Трифуновић, Ненад Стојковић, Анте Рајковић, Славиша Жунгул, Велимир Зајец, Момчило Вукотић, Никица Цукров, Зоран Филиповић, Илија Завишић, Ивица Шурјак, Сафет Сушић. Селекторска комисија: Марко Валок, Стеван Вилотић и Гојко Зец.
- Састав Југославије против Грчке 4 :1

Репрезентација Југославије: Радојко Аврамовић, Вилсон Џони, Милош Хрстић, Никица Цукров, Велимир Зајец, Ведран Рожић, Ненад Стојковић, Божо Бакота, Владимир Петровић, Вахид Халилхоџић, Блаж Слишковић, Анте Мирочевић, Душан Савић. ВД Селектор Дражан Јерковић
- Састав Југославије против Румуније 2 : 0

Репрезентација Југославије: Драган Симеуновић, Никица Цукров, Милош Хрстић, Милан Јовин, Мишо Крстичевић, Боро Приморац, Владимир Матијевић, Владимир Петровић Анте Мирочевић, Сафет Сушић, Никица Клинчарски, Душан Пешић, Златко Крањчар. Селектор Миљан Миљанић
- Састав Југославије против Румуније 1 : 4

Репрезентација Југославије: Драган Пантелић, Зоран Вујовић, Милан Јовин, Велимир Зајец, Боро Приморац, Иван Буљан, Ивица Шурјак, Мишо Крстичевић, Златко Вујовић, Милош Шестић, Сафет Сушић, Рајко Јањанин Никица Клинчарски. Селектор Миљан Миљанић

### Стрелци голова
Укупно је постигнуто  28 голова у 10 утакмица, с просеком од 2.8 гола по утакмици.
6 голова
- А. Јорданеску

3 гола
- В. Халилхоџић

2 гола
- С. Сушић
- Д. Ђорђеску
- С. Озден

1 гол
- Д. Савић
- М. Крстичевић
- А. Жељазков
- С. Џевизов
- А. Александров
- С. Младенов
- Т. Маврос
- И. Балак
- Ј. Думитру
- Ј. Вигу
- Р. Каматару
- А.К. Денизџи
- Џ. Туран